# ジョゼ・ハファエウ・ヴィヴィアン
ゼ・ハファエウ（Zé Rafael）ことジョゼ・ハファエウ・ヴィヴィアン（ポルトガル語: José Rafael Vivian、1993年6月16日 - ）は、ブラジルとイタリアのサッカー選手。ポジションはMF。

## クラブ歴
2009年、16歳でコリチーバFCの下部組織に加入。2012年4月29日に行われたカンピオナート・パラナエンセでラファエル・シルバに代わって投入され選手初出場を記録した。2013年のカンピオナート・ブラジレイロ・セリエA開幕前にトップチームに昇格、リンコウンに代わって投入され全国1部初出場を記録。散発的ではあるもののシーズン末まで起用された。
2014年2月12日、カンピオナート・ガウショ終了までの契約でECノヴォ・アンブルゴに期限付き移籍。同月27日の試合で選手初得点を記録した。
その後コリチーバに復帰するも目立った活躍は出来ず、2015年5月5日にパウリーニョ・モッセリンと入れ替わる形でロンドリーナECに期限付き移籍。カンピオナート・ブラジレイロ・セリエCではレギュラーとして昇格に貢献した。
2016年に再びコリチーバに復帰したが出場機会を得る事が出来ず、2月11日に年末までの契約で再びロンドリーナに期限付き移籍した。カンピオナート・ブラジレイロ・セリエBでも不動のスターティングメンバーとして活躍、昇格まであと勝ち点3に迫る快進撃に貢献した。
2017年1月6日、カンピオナート・ブラジレイロ・セリエAのECバイーアに完全移籍。5月14日に全国1部初得点を記録した。
2018年11月29日に5年契約でSEパルメイラスに完全移籍。移籍金は1億4500万レアルで、バイーアは史上最高額の売却益を得た。